# Gomateshwara

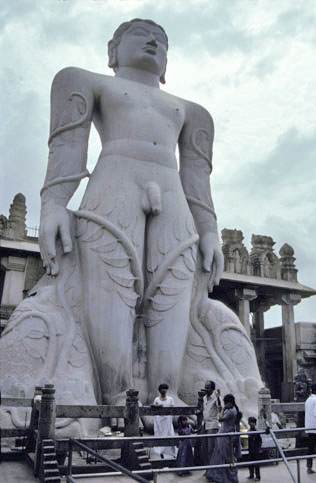
La estatua de Gomateshwara data del 978-993 d. C.

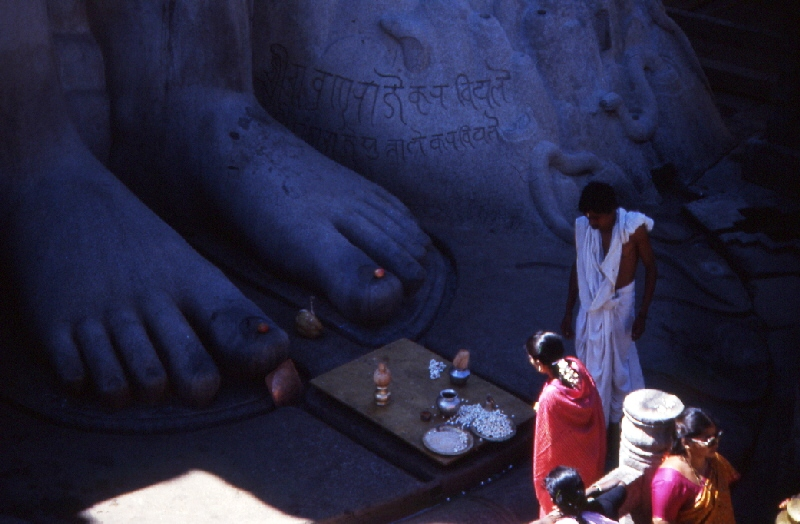
Algunos devotos adoran los pies de Gomateshwara, en la ciudad de Shravanabelagola (Karnataka).

Bahubali (kannada, ಬಾಹುಬಲಿ) (en español: Uno con brazos fuertes), una figura muy reverenciada entre los jainistas era el hijo de Rishabhanatha, el primer Tirthankara del jainismo.
Gomateshwara es una estatua monolítica de 17 metros situada en lo alto de una montaña de roca llamada Indragiri, en la ciudad de Shravanbelagola, en el distrito de Hassan (estado de Karnataka, India), a 158 km de Bangalore.
La estatua se construyó por orden del ministro y comandante Chamundaraya, perteneciente a la dinastía Ganga, en honor al gran maestro Bahubali. Data del siglo diez d. C. y su tamaño deriva del que los yainas e hinduistas les atribuyen a los seres humanos en la antigüedad. Cientos de miles de peregrinos, devotos y turistas de todo el mundo acuden a la estatua una vez cada doce años para un evento conocido como el Mahamastakabhisheka.
El 5 de agosto de 2007, los indios eligieron esta estatua como la primera de las Siete Maravillas de la India, con un 49% de los votos.

## Concepción
La colosal estatua monolítica de Gomateshwara o Bahubali está situada en Shravanabelagola. Esta estatua gigante del señor Bahubali, el santo yaina, tallada a partir de un único bloque de granito, domina majestuosamente la montaña, a cuya cima se accede después de haber subido 614 escalones tallados en la roca. Se muestra al santo completamente desnudo, según la costumbre yaina. Tiene alrededor de 18 metros de alto y es visible desde una distancia de 30 km.
La estatua está considerada como una de las estatuas monolíticas más grandes del mundo. Se construyó alrededor del año 983 d. C. por Chavundaraya, un ministro del rey Ganga Rachamalla (Raachmalla SathyaVaak IV 975-986 d. C.). Las áreas colindantes tienen bastis yainas y varias imágenes de los tirthankaras. 
Durante el Mahamastakabhisheka, el festival celebrado cada doce años, la imagen de Gomateshwara se baña en leche, cuajada, ghi (mantequillla frita), azafrán y monedas de oro.
Al evento suelen acudir importantes personalidades. En 2018, por ejemplo acudieron Narendra Modi y Ramnath Kovind.